# 浅礁梭子蟹
浅礁梭子蟹（学名：Portunus iranjae）为梭子蟹科梭子蟹属的动物。分布于菲律宾、土阿莫土群岛、社会群岛、马达加斯加岛、坦桑尼亚以及中国大陆的西沙群岛等地，生活环境为海水，常生活于潮间带覆有藻类的珊瑚沙里。